# Tor San Giovanni
Tor San Giovanni är Roms femte zon och har beteckningen Z. V. Zonen är uppkallad efter det medeltida tornet Tor San Giovanni. Zonen Tor San Giovanni bildades år 1961.

## Kyrkobyggnader
- Sant'Alessandro
- San Domenico di Guzmán
- Santo Stefano alla Marcigliana (ruin)[2]

## Övrigt
- Tor San Giovanni
- Casale Capobianco
- Casale Olevano
- Casale Coazzo
- Casale Cesarina
- Breve tratto del basolato della antica via Nomentana
- Villa di Cinquina
- Mausoleo di Cinquina
- Torraccio di Capobianco eller Torre Castiglione

## Bilder
| - Casale vid Via Nomentana. |